# Лактофен
Лактофен — сложный эфир ацифлуорфена, селективный послевсходовый гербицид. Применяется при выращивании отдельных культур, которые устойчивы к его действию.
Лактофен распрыскивается на листья и обычно используется для борьбы с широколиственными сорняками на посевах сои, зерновых культур, картофеля и арахиса. Может применяться в сочетании с маслами или адъювантами, удобрениями и поверхностно-активными веществами. Некоторые смеси содержат растворители, такие как ксилолы и кумол.
Лактофен продаётся в твёрдом виде или в виде концентрированной эмульсии под торговым названием «Кобра».

## Токсичность
Лактофен слабо токсичен для человека при проглатывании или вдыхании. Он может вызвать раздражение и покраснение кожи, отёк, а в некоторых случаях химические ожоги. Он сильно раздражает слизистую глаз и в высоких концентрациях может вызвать их необратимое повреждение.
Лактофен практически не токсичен для большинства видов птиц. Токсичность для рыб и других водных организмов сильно разниться. Малотоксичен для пчёл.
Лактофен обладает очень низкой растворимостью в воде и потому не загрязняет поверхностные воды. Он хорошо связывается с частицами земле и затем разлагается в течение от одного до семи дней.